# Società Sportiva Gualdo 1994-1995
Questa voce raccoglie le informazioni riguardanti la Società Sportiva Gualdo nelle competizioni ufficiali della stagione 1994-1995.

## Rosa
| N. |                   | Ruolo | Calciatore            |
| -- | ----------------- | ----- | --------------------- |
|    | Italia (bandiera) | C     | Alessandro Conticchio |
|    | Italia (bandiera) | D     | Massimo Costantini    |
|    | Italia (bandiera) | C     | Giuseppe Del Giudice  |
|    | Italia (bandiera) | A     | Arturo Di Napoli      |
|    | Italia (bandiera) | D     | Fabio Di Sauro        |
|    | Italia (bandiera) | C     | Stefano Lacchi        |
|    | Italia (bandiera) | D     | Roberto Lattanzi      |
|    | Italia (bandiera) | D     | Claudio Lombardo      |
|    | Italia (bandiera) | D     | Zoran Luzi            |
|    | Italia (bandiera) | C     | Sandro Melotti        |

| N. |                   | Ruolo | Calciatore            |
| -- | ----------------- | ----- | --------------------- |
|    | Italia (bandiera) | P     | Vincenzo Nunziata     |
|    | Italia (bandiera) | C     | Andrea Orocini        |
|    | Italia (bandiera) | C     | Alessandro Serra      |
|    | Italia (bandiera) | C     | Ferdinando Signorelli |
|    | Italia (bandiera) | D     | Paolo Siroti          |
|    | Italia (bandiera) | C     | Maurizio Spigarelli   |
|    | Italia (bandiera) | A     | Pierpaolo Tomassini   |
|    | Italia (bandiera) | A     | Pasquale Traini       |
|    | Italia (bandiera) | A     | Ettore Turchi         |
|    | Italia (bandiera) | P     | Oscar Verderame       |

## Risultati

### Serie C1

#### Girone di andata
| 28 agosto 1994 1ª giornata | Gualdo | 0 – 1 | Siena |  |

| 4 settembre 1994 2ª giornata | Pontedera | 0 – 0 | Gualdo |  |

| 11 settembre 1994 3ª giornata | Barletta | 2 – 2 | Gualdo |  |

| 18 settembre 1994 4ª giornata | Gualdo | 2 – 0 | Trapani |  |

| 25 settembre 1994 5ª giornata | Juventus Stabia | 2 – 1 | Gualdo |  |

| 2 ottobre 1994 6ª giornata | Gualdo | 1 – 1 | Sora |  |

| 9 ottobre 1994 7ª giornata | Siracusa | 1 – 0 | Gualdo |  |

| 16 ottobre 1994 8ª giornata | Gualdo | 3 – 0 | Chieti |  |

| 23 ottobre 1994 9ª giornata | Reggina | 1 – 1 | Gualdo |  |

| 6 novembre 1994 10ª giornata | Gualdo | 4 – 0 | Lodigiani |  |

| 13 novembre 1994 11ª giornata | Casarano | 1 – 1 | Gualdo |  |

| 20 novembre 1994 12ª giornata | Gualdo | 0 – 0 | Nola |  |

| 27 novembre 1994 13ª giornata | Empoli | 3 – 0 | Gualdo |  |

| 4 dicembre 1994 14ª giornata | Gualdo | 1 – 0 | Atletico Catania |  |

| 11 dicembre 1994 15ª giornata | Ischia Isolaverde | 0 – 4 | Gualdo |  |

| 18 dicembre 1994 16ª giornata | Gualdo | 2 – 3 | Avellino |  |

| 30 dicembre 1994 17ª giornata | Turris | 0 – 1 | Gualdo |  |

#### Girone di ritorno
| 8 gennaio 1995 18ª giornata | Siena | 0 – 2 | Gualdo |  |

| 22 gennaio 1995 19ª giornata | Gualdo | 2 – 0 | Pontedera |  |

| 29 gennaio 1995 20ª giornata | Gualdo | 0 – 0 | Barletta |  |

| 19 febbraio 1995 21ª giornata | Trapani | 1 – 2 | Gualdo |  |

| 26 febbraio 1995 22ª giornata | Gualdo | 1 – 1 | Juventus Stabia |  |

| 5 marzo 1995 23ª giornata | Sora | 1 – 1 | Gualdo |  |

| 12 marzo 1995 24ª giornata | Gualdo | 3 – 1 | Siracusa |  |

| 19 marzo 1995 25ª giornata | Chieti | 1 – 1 | Gualdo |  |

| 26 marzo 1995 26ª giornata | Gualdo | 0 – 1 | Reggina |  |

| 2 aprile 1995 27ª giornata | Lodigiani | 0 – 2 | Gualdo |  |

| 9 aprile 1995 28ª giornata | Gualdo | 2 – 0 | Casarano |  |

| 23 aprile 1995 29ª giornata | Nola | 1 – 1 | Gualdo |  |

| 30 aprile 1995 30ª giornata | Gualdo | 2 – 0 | Empoli |  |

| 7 maggio 1995 31ª giornata | Atletico Catania | 1 – 0 | Gualdo |  |

| 14 maggio 1995 32ª giornata | Gualdo | 1 – 0 | Ischia Isolaverde |  |

| 21 maggio 1995 33ª giornata | Avellino | 1 – 1 | Gualdo |  |

| 28 maggio 1995 34ª giornata | Gualdo | 0 – 0 | Turris |  |